# Мур (округ, Техас)
Шаблон:StateAbbr_ 35°50′ пн. ш. 101°53′ зх. д. / 35.84° пн. ш. 101.89° зх. д.
Округ  Мур (англ. Moore County) — округ (графство) у штаті  Техас, США. Ідентифікатор округу 48341.

## Історія
Округ утворений 1876 року.

## Демографія
За даними перепису 2000 року загальне населення округу становило 20121 осіб, зокрема міського населення було 16717, а сільського — 3404. Серед мешканців округу чоловіків було 10091, а жінок — 10030. В окрузі було 6774 домогосподарства, 5328 родин, які мешкали в 7478 будинках. Середній розмір родини становив 3,36.
Віковий розподіл населення поданий у таблиці:
| Стать    | До 15 років | 15-21 | 22-29 | 30-39 | 40-49 | 50-65 | 65-85 | Понад 85 |
| -------- | ----------- | ----- | ----- | ----- | ----- | ----- | ----- | -------- |
| Чоловіки | 2911        | 1130  | 1048  | 1521  | 1377  | 1202  | 836   | 66       |
| Жінки    | 2680        | 1098  | 1082  | 1466  | 1295  | 1187  | 1059  | 163      |

## Суміжні округи
- Шерман — північ
- Гатчинсон — схід
- Карсон — південний схід
- Поттер — південь
- Олдем — південний захід
- Гартлі — захід
- Даллам — північний захід

## Виноски
1. ↑  U.S. Decennial Census. United States Census Bureau. Архів оригіналу за 2 серпня 2018. Процитовано 4 травня 2015.
2. ↑  Texas Almanac: Population History of Counties from 1850–2010 (PDF). Texas Almanac. Архів оригіналу (PDF) за 19 квітня 2015. Процитовано 4 травня 2015.
3. ↑  State & County QuickFacts. United States Census Bureau. Архів оригіналу за 15 липня 2011. Процитовано 22 грудня 2013.(англ.) Наведено за англійською вікіпедією.
4. ↑  American FactFinder. Бюро перепису населення США. Архів оригіналу за 26 лютого 2012. Процитовано 31 січня 2008.

| США | Це незавершена стаття з географії США. Ви можете допомогти проєкту, виправивши або дописавши її. |